# 성시헌
성시헌(1999년 1월 29일 ~ )은 전 KBO 리그 한화 이글스의 투수이다.

## 아마추어 시절
북일고등학교 시절 팀의 에이스였다.

## 한화 이글스 시절
2018년 신인 드래프트에서 1차 지명되었다.
하지만 시즌 후 바로 방출되었다. 1차 지명자가 지명 1년만에 방출되는 경우는 처음이었다. 1년 후 NC의 1차 지명 내야수도 방출되었다.

## 출신 학교
- 유천초등학교
- 천안북중학교
- 천안북일고등학교